# 小川浩一 (社会学者)
小川 浩一（おがわ こういち、1944年（昭和19年）12月12日 - ）は、日本の社会学者。専門は、社会変動論。東海大学名誉教授。

## 経歴
1944年東京都板橋区生まれ（1947年分区により練馬区となる）。二人兄弟の長男。1963年に東京都立武蔵丘高等学校卒業、1967年東海大学文学部広報学科卒業、1973年慶應義塾大学大学院社会学研究科博士課程修了。
以後、東海大学、慶應義塾大学、日本大学などで教鞭をとる。

## 主著
- 『社会学的機能主義再考』啓文社 1980年、霜野壽亮と共著。
- 『マス・コミュニケーションへの接近』編 八千代出版 2005年